# Избеглички камп Вучјак
Избеглички камп Вучјак је избеглички камп основан у лето 2019. године на територији града Бихаћа у Унско-санском кантону у северозападној Босни и Херцеговини.

## Локација
Логор се налазио на месту некадашње депоније код села Вучјак у подножју гребена Пљешевице, око пет километара ваздушне линије од хрватске границе (а тиме и спољне границе ЕУ). У октобру 2019. године овде је било око 800 мушких становника.

## Историја
Почетком децембра 2019. године око 600 избеглица је штрајковало глађу. Као представница Савета Европе, Дуња Мијатовић посетила је камп и затражила његово затварање 6. децембра 2019. године. Лекари без граница су такође позвали да се камп затвори, што је почело 10. децембра 2019. године. Становнике кампа ће преместити у бившу касарну код Сарајева. Пре затварања, међутим, неколико их је најавило да ће се вратити у случају премештаја како би могли да наставе да кампују близу границе.